# 艾塔·瓊斯

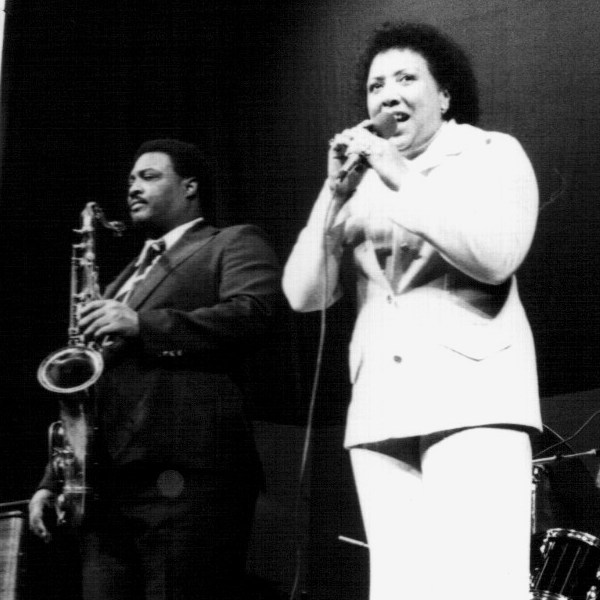
艾塔·瓊斯

艾塔·瓊斯（Etta Jones，1928年11月25日—2001年10月16日）是美國爵士樂歌手，騎歌唱實力被稱為，在世時的名氣與其才氣並不相稱，人們常會將她與相對著名的Etta James混淆。

## 相關連結
- Etta Jones at Find-A-Grave （页面存档备份，存于）